# Grigorios Larentzakis

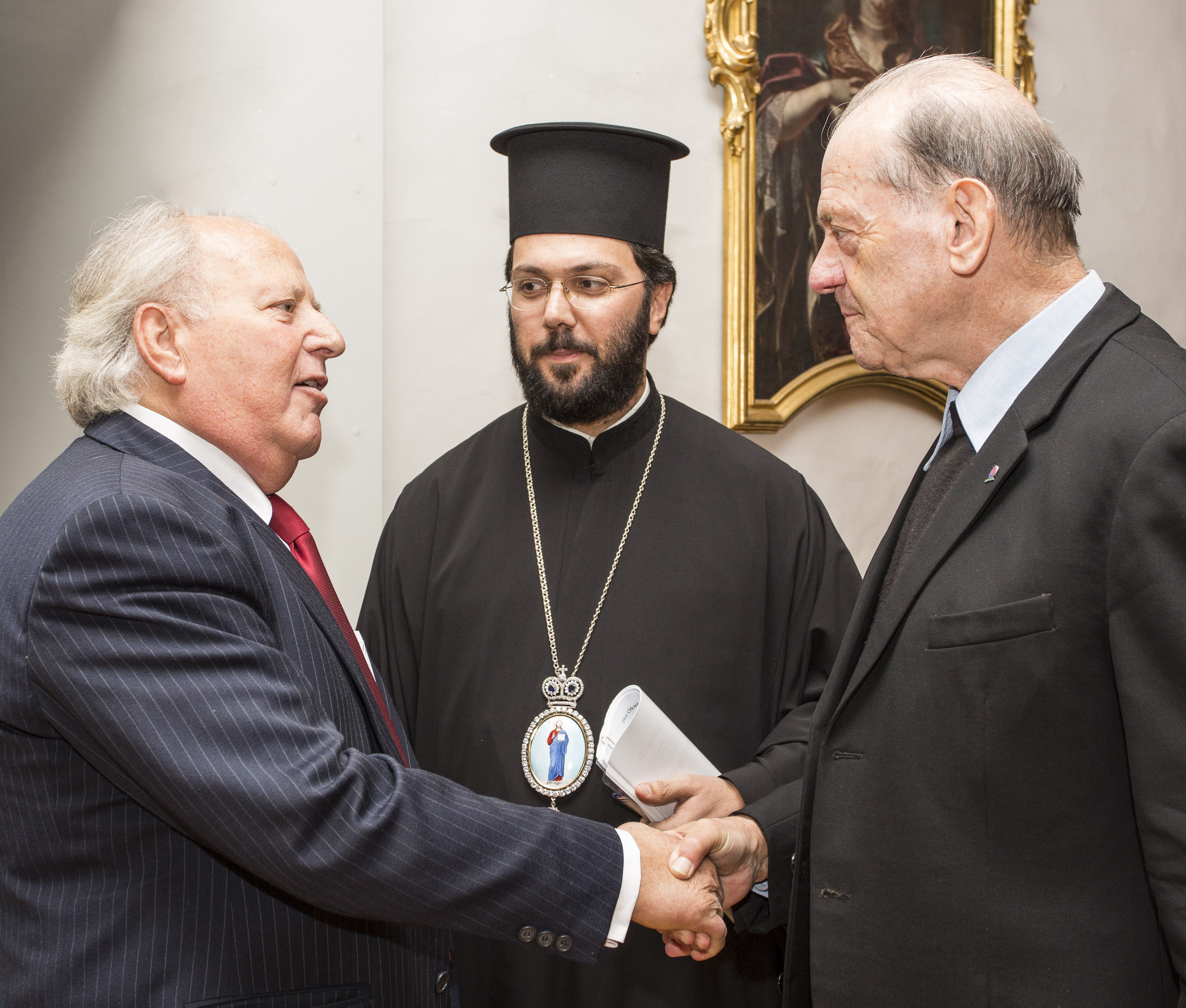
Grigorios Larentzakis (im Bild links) mit Arsenios Kardamakis, griechisch-orthodoxer Metropolit von Austria (Bild Mitte), und Philipp Harnoncourt, römisch-katholischer Priester und Mitglied des Vorstands der ökumenischen Stiftung Pro Oriente (im Bild rechts), 2012

Grigorios Larentzakis (griechisch Γρηγόριος Λαρεντζάκης,* 1942 in Chania, Kreta) ist ein orthodoxer Theologe.

## Leben
Grigorios Larentzakis wuchs in seinem Geburtsort auf, wo er die Volksschule und das kirchliche Gymnasium besuchte. Von 1961 bis 1965 studierte er an der Theologischen Fakultät des Ökumenischen Patriarchats von Konstantinopel in Chalki und schloss das Studium mit dem Diplom und Magister der Orthodoxen Theologie ab.
Mit einem Stipendium studierte er dann in Österreich Katholische Theologie, zunächst von 1965 bis 1966 in Salzburg, später in Innsbruck. 1969 wurde er als erster nichtkatholischer Theologe an einer katholischen Fakultät in Österreich, der Universität Innsbruck, zum Doktor der katholischen Theologie promoviert.
Larentzakis ist verheiratet mit Rosa Margund Larentzakis, geborene Vogl, und Vater zweier Kinder.

## Wissenschaftlicher Werdegang
Nach seinen Studien in Innsbruck arbeitete Larentzakis ab 1970 an der Katholisch-Theologischen Fakultät der Universität Graz, wo er orthodoxe und ökumenische Theologie lehrt. Er ist als orthodoxer Theologe Mitglied einer katholischen Fakultät.
Von 1970 bis 1975 hatte Larentzakis einen Lehrauftrag für orthodoxe Theologie an der Katholisch-Theologischen Fakultät der Universität Wien inne. 1982 wurde er an der Universität Graz habilitiert, 1983 an der Aristoteles-Universität Thessaloniki zum Doktor der orthodoxen Theologie promoviert und 1987 in Graz zum Universitätsprofessor ernannt.
Larentzakis war auch als Lehrstuhlvertretung tätig, u. a. für Dogmatik und Ökumenische Theologie an der Katholisch-Theologischen Privatuniversität Linz (1983–1984). Er hielt überdies mehrmals Blockvorlesungen und Seminare am Ökumenischen Institut des Weltkirchenrates in Bossey.
1990 wurde an der Theologischen Fakultät der Universität Graz eine eigene Abteilung für Ostkirchliche Orthodoxie (seit 2001: „Sektion für Orthodoxe Theologie“) errichtet und Larentzakis zu deren Leiter bestellt. Von 1995 bis 1997 nahm er auch die Agenden des Vorstands des Instituts für Ökumenische Theologie und Patrologie wahr. Ab 1997 war er der stellvertretende Leiter dieses Instituts, das 1999 in Institut für Ökumenische Theologie, Ostkirchliche Orthodoxie und Patrologie umbenannt wurde. 2007 ist er in den Ruhestand getreten.
In seiner akademischen Tätigkeit wurde Grigorios Larentzakis auch als Betreuer und Gutachter von Doktorarbeiten in anderen Theologischen Fakultäten (z. B. Thessaloniki, Innsbruck, Frankfurt, Wien) herangezogen wie auch als Evaluator der Ausbildungseinrichtung für Orthodoxe Theologie der Universität München.

## Herausgeber
Larentzakis ist Mitherausgeber der „Grazer Theologischen Studien“ und des „Ökumenischen Forums“ sowie der Zeitschrift „Ökumenische Rundschau“ (Deutschland).

## Mitgliedschaften
- Als Vertreter der Griechisch-Orthodoxen Metropolie von Österreich in der Steiermark ist Grigorios Larentzakis Mitglied des „Interkonfessionellen Arbeitskreises Ökumene in der Steiermark“ (IAS), seit 1999: „Ökumenisches Forum christlicher Kirchen in der Steiermark“.
- Ökumenischer Arbeitskreis im Österreichischen Rundfunk und Mitarbeiter bei der Sendungsreihe „Ökumenische Morgenfeier“.
- Stiftung Pro Oriente (Wien) für den Dialog mit den Ostkirchen (im „Theologischen Beirat“ sowie als Konsultor). Vorsitzender Stv. der Stiftung Pro Oriente Sektion Graz
- Studienkommission der Konferenz Europäischer Kirchen (KEK).
- Zentralausschusses und der Kommission „Kirchen im Dialog“ der KEK.
- Interkonfessioneller Arbeitskreises Ökumene in der Steiermark.
- Theologischer Dialog zwischen der Evangelischen Kirche in Deutschland (EKD) und dem Ökumenischen Patriarchat (seit 1984).
- Dialog des Ökumenischen Patriarchates und der anderen autokephalen Orthodoxen Kirchen mit der Fraktion der Europäischen Volksparteien und der Fraktion Europäischer Demokraten (seit 1997).
- Gesellschaft zum Studium des christlichen Ostens (GSCO).
- Ständige Orthodox-Altkatholische Arbeitsgruppe (des Ökumenischen Patriarchates von Konstantinopel und der Utrechter Union der Altkatholischen Kirchen)

## Ehrungen
- „Archon Megas Protonotar“ des Ökumenischen Patriarchats von Konstantinopel.
- „Ehrenzeichen in Gold“ der Landeshauptstadt Graz.
- „Großes Goldenes Ehrenzeichen des Landes Steiermark“.
- „Ehrenkreuz für Wissenschaft und Kunst I. Klasse“ der Republik Österreich.
- „Ehrenkreuz“ der Rumänisch-Orthodoxen Kirche.
- „Ehrenkreuz“ der orthodoxen Kirche von Kreta.
- "Ehrendoktorat " der Theologischen Fakultät der Universität von Thessaloniki
- Ehrenmitglied der Ökumenischen Stiftung PRO ORIENTE
- Ehrenmitglied der Österreichischen Griechischen Gesellschaft in Graz
- "Ritter" des Ordens des Papstes Gregors des Großen
- Goldenes Ehrenkreuz des Ordens der Ehre des Griechischen Staatspräsidenten

## Veröffentlichungen (Auswahl)
- Die orthodoxe Kirche. Ihr Leben und ihr Glauben, 2. Auflage, Graz/Wien/Köln 2001, Styria, ISBN 3-222-12786-7
- Papstamt jenseits von Hierarchie und Demokratie. Ökumenische Suche nach einem bibelgemäßen Petrusdienst, Münster/Hamburg/London 2003, Lit, ISBN 3-8258-6590-8